# Argentinischer Nationalkongress

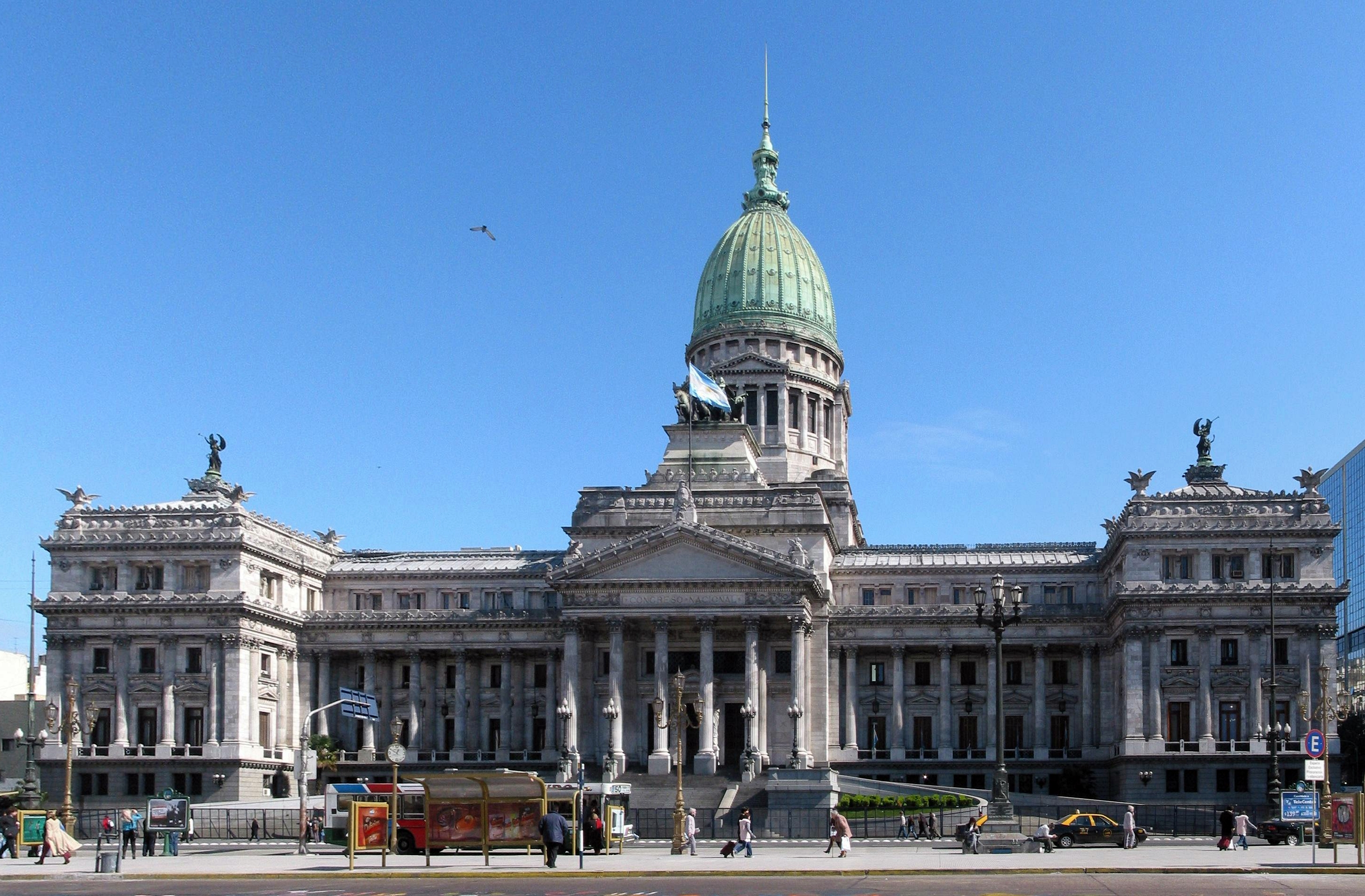
Congreso Nacional in Buenos Aires

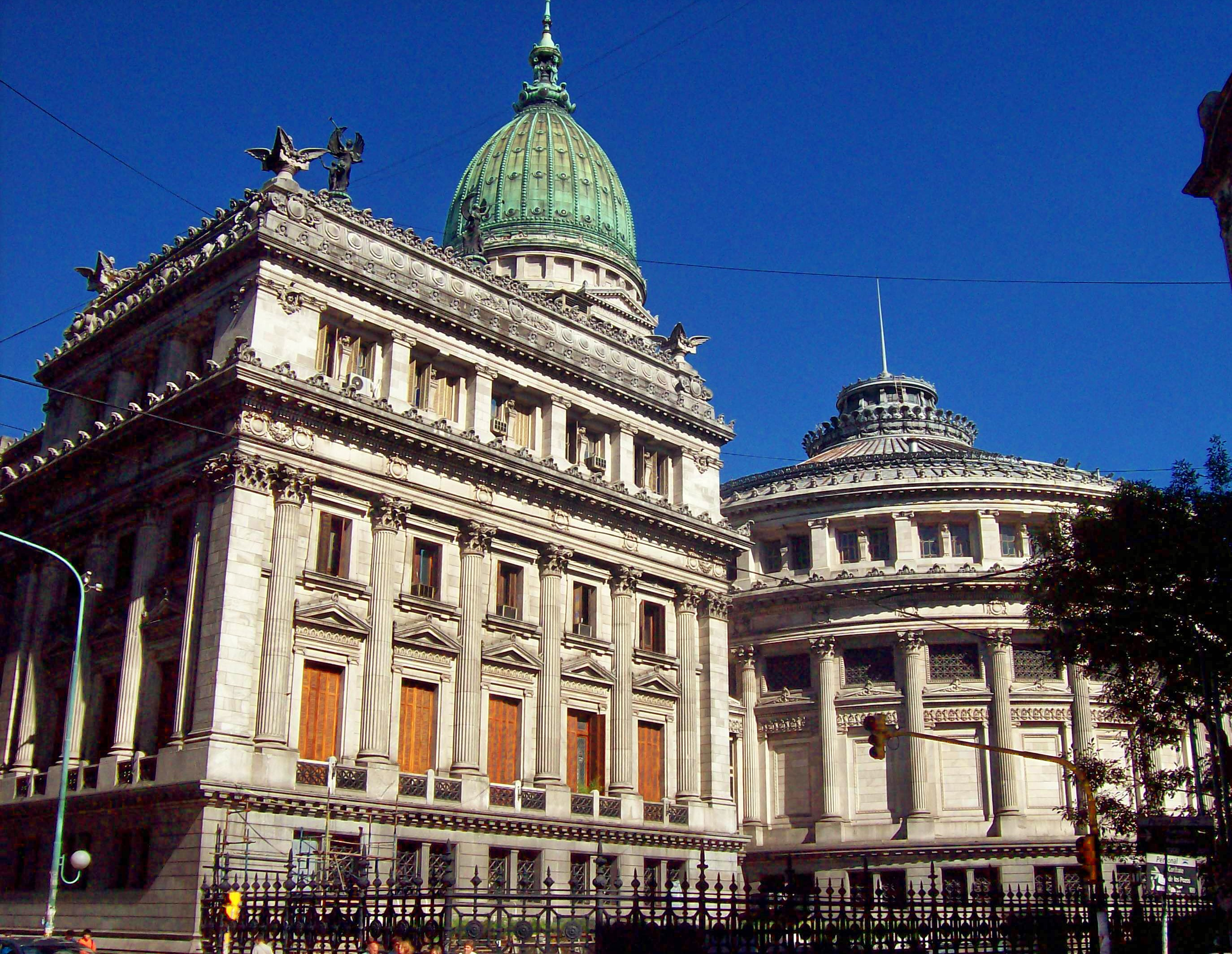
Rückwärtige Front des Kongressgebäudes, rechts das Abgeordnetenhaus

Der Argentinische Nationalkongress (spanisch: Congreso de la Nación Argentina) ist die Legislative Argentiniens (siehe ausführlich Politisches System Argentiniens#Legislative).
Er ist ein Zweikammerparlament und besteht aus Abgeordnetenkammer und Senat. Meist wird in den Provinzen zu unterschiedlichen Zeitpunkten gewählt. Sitz des Kongresses ist der Argentinische Kongresspalast an der Plaza del Congreso. 
Argentinierinnen erhielten das Wahlrecht 1947 durch den Einfluss von Eva Perón auf ihren Mann, den Präsidenten Juan Perón.

## Abgeordnetenkammer
Die Anzahl der Abgeordneten der Abgeordnetenkammer wird per Verhältniswahlrecht ermittelt und ist nach einem bestimmten Schlüssel auf die Provinzen verteilt, sie beläuft sich auf etwa einen Abgeordneten pro 152.000 Einwohner. Die Abgeordneten werden für vier Jahre gewählt, jeweils die Hälfte der Abgeordneten alle zwei Jahre.

## Senat
Die Anzahl der Senatoren beträgt drei je Provinz und drei für die autonome Stadt Buenos Aires. Der Senat wird im Gegensatz zur Abgeordnetenkammer nach einem Sonderfall des Mehrheitswahlrechts gewählt: zwei Senatorensitze erhält die Partei mit den meisten Stimmen, einen Sitz die Partei mit den zweitmeisten Stimmen. Die Senatoren werden für einen Zeitraum von sechs Jahren gewählt, alle zwei Jahre wird ein Drittel der Senatoren gewählt.